# Up Periscope!
Up Periscope! è un videogioco di simulazione di sottomarini pubblicato nel 1986 per Commodore 64 e Commodore 128 e nel 1988 per MS-DOS. Le versioni per Commodore 64 e 128 erano fornite insieme sullo stesso dischetto; è uno dei pochi giochi eseguibili direttamente sul 128, ma le due versioni sono identiche eccetto per i tempi di caricamento, molto più rapidi sul 128.
Veniva pubblicizzata anche una versione per Apple II di cui però non si ha successiva notizia.
Non va confuso con un omonimo Up Periscope per Dragon 32/64 che è un gioco di strategia a turni.

## Modalità di gioco
Si controlla un sottomarino statunitense della Seconda guerra mondiale, in particolare nella Guerra del Pacifico, solo gli scenari di addestramento avvengono nell'Atlantico.
Si possono affrontare cinque tipi di scenari autonomi, con scelta iniziale del livello di difficoltà, numero di giorni in mare, design del sottomarino e altre impostazioni come il puntamento automatico o manuale dei siluri.
In ogni caso lo scopo del gioco è affondare i convogli giapponesi, che possono essere composti da petroliere, mercantili, trasporti truppe e cacciatorpediniere di scorta, armate di bombe di profondità e cannoni di superficie. Il sottomarino ha a disposizione i siluri, con tubi di lancio a prua e a poppa, e un poco efficace cannone di superficie.
Con le opzioni più realistiche un singolo attacco può richiedere un'ora di tempo reale e molte ore di tempo simulato; c'è la possibilità di accelerare lo scorrere del tempo fino a 32 volte e di salvare la partita.
Uno degli scenari consente di scegliere il teatro delle operazioni, quindi si pattugliano liberamente grandi porzioni di oceano in cerca dei convogli; questi seguono indicativamente le rotte che seguivano nella realtà e possono volerci interi giorni del tempo di gioco per trovarli.
La schermata principale è divisa orizzontalmente: in basso stanno gli strumenti principali e in alto la visuale del mare, dal ponte o dal periscopio, se la profondità lo permette. L'area superiore può essere ulteriormente suddivisa a metà verticalmente, mostrando il radar, la mappa o il sistema di puntamento siluri. Per altre funzioni come la mappa a grande scala bisogna invece accedere a schermate diverse.
Oltre al manuale di gioco la confezione originale include alcune mappe cartacee e un libro sulla storia dei sottomarini nella Guerra del Pacifico, scritto da John Patten, un capitano in pensione della marina statunitense. Il libro contiene, più o meno nascoste tra le storie, anche informazioni utili per le strategie avanzate di gioco.